# Campeonato Tocantinense de Futebol de 2025
O Campeonato Tocantinense de Futebol de 2025 é a 33ª edição da principal competição de futebol do estado do Tocantins. O campeonato teve início no dia 4 de fevereiro, e teve seu termino no dia 5 de abril. O União Atlético Clube foi o campeão da edição de 2025.

## Regulamentos
Na primeira fase oito equipes se enfrentam entre si em jogos de ida. Avançam à segunda fase (semifinais) os quatro times com maior número de pontos. Nas semifinais as equipes se enfrentam em jogos de ida e volta. Na final também serão jogos de ida e volta. As duas piores equipes da 1ª fase serão rebaixadas à Segunda Divisão.
Segundo o regulamento, ao fim da primeira fase, as equipes que terminarem empatadas em pontos, o seguinte critério de desempate será: maior número de vitórias, melhor saldo de gols, maior número de gols pró, confronto direto (entre as equipes) e sorteio na sede da FTF.
Nas fases seguintes para conhecer a equipe vencedora em caso de empate em pontos, após os jogos de ida e volta, serão os seguintes:
Melhor saldo de gols – dentro da fase de disputa.
Se o empate ainda persistir a definição será nos pênaltis.

## Transmissão
O campeonato será transmitido em canais e rádios locais do estado do Tocantins além de ser transmitido na Internet incluindo YouTube e de sites conhecidos.

## Equipes participantes

### Promovidos e rebaixados
| Pos. | Rebaixados da Série A de 2024 |
| ---- | ----------------------------- |
| 9º   | Bela Vista                    |
| 10º  | Batalhão                      |

| Pos. | Promovidos da Série B de 2024 |
| ---- | ----------------------------- |
| 1°   | Bela Vista                    |
| 2°   | Batalhão                      |

## Primeira fase
| Pos | Equipe                | Pts | J | V | E | D | GP | GC | SG  | Classificação ou descenso         |
| --- | --------------------- | --- | - | - | - | - | -- | -- | --- | --------------------------------- |
| 1   | Tocantinópolis        | 16  | 7 | 5 | 1 | 1 | 15 | 6  | +9  | Classificados para a Semifinal    |
| 2   | Capital-TO            | 15  | 7 | 5 | 0 | 2 | 8  | 4  | +4  | Classificados para a Semifinal    |
| 3   | Araguaína             | 10  | 7 | 3 | 1 | 3 | 9  | 7  | +2  | Classificados para a Semifinal    |
| 4   | União-TO              | 10  | 7 | 3 | 1 | 3 | 7  | 12 | −5  | Classificados para a Semifinal    |
| 5   | Gurupi                | 10  | 7 | 2 | 4 | 1 | 9  | 5  | +4  |                                   |
| 6   | Bela Vista            | 7   | 7 | 2 | 1 | 4 | 7  | 11 | −4  |                                   |
| 7   | Batalhão              | 6   | 7 | 1 | 3 | 3 | 12 | 11 | +1  | Rebaixados para a Série B de 2025 |
| 8   | Tocantins de Miracema | 4   | 7 | 1 | 1 | 5 | 4  | 15 | −11 | Rebaixados para a Série B de 2025 |

### Confrontos
Fonte:
| 4 de fevereiro | Araguaína | 2 – 1  | Batalhão | Mirandão, Araguaína, TO                |
| 19:00          |           | Súmula |          | Público: 521 Árbitro: TO Marcos Mateus |

| 5 de fevereiro | Gurupi | 2 – 0  | Bela Vista | Rezendão, Gurupi, TO                    |
| 16:00          |        | Súmula |            | Público: 221 Árbitro: TO Tarcísio Matos |

| 5 de fevereiro | União-TO | 1 – 0  | Capital-TO | Mirandão, Araguaína, TO                    |
| 19:00          |          | Súmula |            | Público: 219 Árbitro: TO Mauricio Oliveira |

| 12 de fevereiro | Tocantins de Miracema | 0 – 3  | Tocantinópolis | Castanheirão, Miracema, TO             |
| 16:00           |                       | Súmula |                | Público: 86 Árbitro: TO Danilo Martins |

| 8 de fevereiro | Batalhão | 1 – 1  | Gurupi | Nilton Santos, Palmas, TO                  |
| 16:00          |          | Súmula |        | Público: 986 Árbitro: TO Fernando Henrique |

| 9 de fevereiro | Bela Vista | 1 – 4  | Araguaína | Batistão, Luzinópolis, TO                |
| 16:00          |            | Súmula |           | Público: 317 Árbitro: TO Laelton Martins |

| 9 de fevereiro | Capital-TO | 1 – 0  | Tocantins de Miracema | Nilton Santos, Palmas, TO                  |
| 16:00          |            | Súmula |                       | Público: 109 Árbitro: TO Mauricio Oliveira |

| 12 de março | Tocantinópolis | 3 – 0  | União-TO | João Ribeiro, Tocantinópolis, TO           |
| 19:00       |                | Súmula |          | Público: 553 Árbitro: TO Dagoberto Modesto |

| 15 de fevereiro | Tocantinópolis | 0 – 1  | Bela Vista | João Ribeiro, Tocantinópolis, TO         |
| 16:00           |                | Súmula |            | Público: 350 Árbitro: TO Laelton Martins |

| 15 de fevereiro | União-TO | 0 – 3  | Gurupi | Mirandão, Araguaína, TO                |
| 16:00           |          | Súmula |        | Público: 182 Árbitro: TO Marcos Mateus |

| 16 de fevereiro | Capital-TO | 1 – 0  | Batalhão | Nilton Santos, Palmas, TO                |
| 16:00           |            | Súmula |          | Público: 175 Árbitro: TO Alisson Furtado |

| 16 de fevereiro | Araguaína | 2 – 0  | Tocantins de Miracema | Mirandão, Araguaína, TO                |
| 16:00           |           | Súmula |                       | Público: 523 Árbitro: TO Joantan Gomes |

| 22 de fevereiro | Tocantins de Miracema | 2 – 1  | Bela Vista | Castanheirão, Miracema, TO                |
| 16:00           |                       | Súmula |            | Público: 26 Árbitro: TO Dagoberto Modesto |

| 22 de fevereiro | Gurupi | 1 – 1  | Araguaína | Rezendão, Gurupi, TO                   |
| 16:00           |        | Súmula |           | Público: 608 Árbitro: TO Marcos Mateus |

| 22 de fevereiro | Capital-TO | 2 – 3  | Tocantinópolis | Nilton Santos, Palmas, TO               |
| 16:00           |            | Súmula |                | Público: 241 Árbitro: TO Tarcísio Matos |

| 23 de fevereiro | Batalhão | 2 – 2  | União-TO | Nilton Santos, Palmas, TO                |
| 16:00           |          | Súmula |          | Público: 288 Árbitro: TO Alisson Furtado |

| 1 de março | Tocantinópolis | 1 – 1  | Gurupi | João Ribeiro, Tocantinópolis, TO         |
| 16:00      |                | Súmula |        | Público: 349 Árbitro: TO Alisson Furtado |

| 1 de março | Tocantins de Miracema | 0 – 5  | Batalhão | Castanheirão, Miracema, TO          |
| 16:00      |                       | Súmula |          | Público: 51 Árbitro: TO Ísis Brasil |

| 1 de março | Bela Vista | 0 – 2  | Capital-TO | Batistão, Luzinópolis, TO                |
| 16:00      |            | Súmula |            | Público: 172 Árbitro: TO Alef das Chagas |

| 1 de março | União-TO | 2 – 0  | Araguaína | Mirandão, Araguaína, TO                      |
| 16:00      |          | Súmula |           | Público: 1,081 Árbitro: TO Fernando Henrique |

| 8 de março | Gurupi | 0 – 1  | Capital-TO | Rezendão, Gurupi, TO                       |
| 16:00      |        | Súmula |            | Público: 718 Árbitro: TO Fernando Henrique |

| 8 de março | Batalhão | 1 – 1  | Bela Vista | Nilton Santos, Palmas, TO               |
| 16:00      |          | Súmula |            | Público: 468 Árbitro: TO Leonardo Nunes |

| 8 de março | Araguaína | 0 – 1  | Tocantinópolis | Mirandão, Araguaína, TO                  |
| 16:00      |           | Súmula |                | Público: 654 Árbitro: TO Alisson Furtado |

| 9 de março | União-TO | 2 – 1  | Tocantins de Miracema | Mirandão, Araguaína, TO                |
| 16:00      |          | Súmula |                       | Público: 172 Árbitro: TO Marcos Mateus |

| 15 de março | Bela Vista | 3 – 0 | União-TO | Batistão, Luzinópolis, TO  |
| 16:00       |            |       |          | Árbitro: TO Tarcísio Matos |

| 15 de março | Tocantinópolis | 4 – 2 | Batalhão | João Ribeiro, Tocantinópolis, TO |
| 16:00       |                |       |          | Árbitro: TO Joantan Gomes        |

| 15 de março | Capital-TO | 1 – 0 | Araguaína | Nilton Santos, Palmas, TO     |
| 16:00       |            |       |           | Árbitro: TO Dagoberto Modesto |

| 15 de março | Tocantins de Miracema | 1 – 1 | Gurupi | Castanheirão, Miracema, TO  |
| 16:00       |                       |       |        | Árbitro: TO Alisson Furtado |

## Fase final
Em itálico as equipes que possuem o mando de campo no jogo de ida; em negrito as equipes vencedoras.
|  |  |

|  | Semifinais     | Semifinais | Semifinais | Semifinais |       |                | Final | Final | Final | Final |
|  |                |            |            |            |       |                |       |       |       |       |
|  | Tocantinópolis | 0          | 0          | 0          |       |                |       |       |       |       |
|  | União-TO       | 1          | 0          | 1          |       |                |       |       |       |       |
|  | União-TO       | 1          | 0          | 1          |       | União-TO (pen) | 1     | 0     | 1 (5) |       |
|  |                |            |            |            |       | União-TO (pen) | 1     | 0     | 1 (5) |       |
|  |                | Araguaína  | 1          | 0          | 1 (4) |                |       |       |       |       |
|  | Capital-TO     | Araguaína  | 1          | 0          | 1 (4) | 2              | 0     | 2     |       |       |
|  | Capital-TO     |            |            |            |       | 2              | 0     | 2     |       |       |
|  | Araguaína      | 1          | 3          | 4          |       |                |       |       |       |       |

### Confrontos
Fonte:
| 18 de março | Araguaína | 1 – 2 | Capital-TO | Mirandão, Araguaína, TO     |
| 20:00       |           |       |            | Árbitro: TO Alisson Furtado |

| 22 de março | União-TO | 1 – 0 | Tocantinópolis | Mirandão, Araguaína, TO    |
| 16:00       |          |       |                | Árbitro: TO Tarcísio Matos |

| 23 de março | Capital-TO | 0 – 3 | Araguaína | Nilton Santos, Palmas, TO |
| 15:45       |            |       |           | Árbitro: TO Marcos Mateus |

| 26 de março | Tocantinópolis | 0 – 0 | União-TO | João Ribeiro, Tocantinópolis, TO |
| 19:00       |                |       |          | Árbitro: TO Alisson Furtado      |

| 29 de março | Araguaína | 1 – 1 | União-TO | Mirandão, Araguaína, TO    |
| 18:00       |           |       |          | Árbitro: TO Tarcísio Matos |

| 5 de abril | União-TO | 0 – 0 | Araguaína | Mirandão, Araguaína, TO       |
| 18:00      |          |       |           | Árbitro: TO Dagoberto Modesto |

|  |       | Penalidades |
|  | 5 – 4 |             |

## Classificação final
| Pos | Equipe                | PG | Jogos | Jogos | Jogos | Jogos | Gols | Gols | Gols | Classificação                                                                     |
| Pos | Equipe                | PG | #     | V     | E     | D     | GP   | GS   | SG   | Classificação                                                                     |
| --- | --------------------- | -- | ----- | ----- | ----- | ----- | ---- | ---- | ---- | --------------------------------------------------------------------------------- |
| 1   | União-TO              | 16 | 11    | 4     | 4     | 3     | 9    | 13   | -4   | Campeão e classificado à Copa do Brasil 2026, Série D 2026 e Copa Verde 2026      |
| 2   | Araguaína             | 15 | 11    | 4     | 3     | 4     | 14   | 10   | +4   | Vice-campeão e classificado à Copa do Brasil 2026, Série D 2026 e Copa Verde 2026 |
| 3   | Capital-TO            | 18 | 9     | 6     | 0     | 3     | 10   | 8    | +2   | Eliminados nas Semifinais                                                         |
| 4   | Tocantinópolis        | 17 | 9     | 5     | 2     | 2     | 15   | 7    | +8   | Eliminados nas Semifinais                                                         |
| 5   | Gurupi                | 10 | 7     | 2     | 4     | 1     | 9    | 5    | +4   |                                                                                   |
| 6   | Bela Vista            | 7  | 7     | 2     | 1     | 4     | 7    | 11   | -4   |                                                                                   |
| 7   | Batalhão              | 6  | 7     | 1     | 3     | 3     | 12   | 11   | +1   | Rebaixado para a Segunda Divisão 2025                                             |
| 8   | Tocantins de Miracema | 4  | 7     | 1     | 1     | 5     | 4    | 15   | –11  | Rebaixado para a Segunda Divisão 2025                                             |

## Premiação
| Campeonato Tocantinense de Futebol de 2025 |
| ------------------------------------------ |
| União-TO Tricampeão (3.º título)           |

## Artilharia
Atualizado em 29 de março de 2025
| Gols | Jogador              | Equipe                |
| ---- | -------------------- | --------------------- |
| 5    | Allan                | Batalhão              |
| 5    | Marquinhos Bala      | Tocantinópolis        |
| 4    | Casimiro             | Araguaína             |
| 4    | Marcos Paulo         | Araguaína             |
| 3    | Wanderson Dias       | Capital-TO            |
| 3    | Rian                 | Tocantinópolis        |
| 2    | Robinho              | Batalhão              |
| 2    | Thiago Jhuan         | Batalhão              |
| 2    | Arnaldo              | Bela Vista            |
| 2    | Rômulo               | Bela Vista            |
| 2    | Cairo                | Capital-TO            |
| 2    | Vitinho              | Capital-TO            |
| 2    | Americano            | Gurupi                |
| 2    | Carlos Alfredo       | Gurupi                |
| 2    | Felipe               | Gurupi                |
| 2    | Alan Maia            | Tocantinópolis        |
| 2    | Jhonattas Brasileiro | União-TO              |
| 1    | Clau                 | Araguaína             |
| 1    | Kevin                | Araguaína             |
| 1    | Rivaldo              | Araguaína             |
| 1    | Matheus Café         | Araguaína             |
| 1    | Matheus Paulista     | Araguaína             |
| 1    | Rafael               | Araguaína             |
| 1    | Aislan               | Batalhão              |
| 1    | Júlio                | Batalhão              |
| 1    | Lucas                | Batalhão              |
| 1    | Elves                | Bela Vista            |
| 1    | Marquinhos           | Bela Vista            |
| 1    | Ítalo                | Capital-TO            |
| 1    | Jhonata              | Capital-TO            |
| 1    | Douglas              | Gurupi                |
| 1    | Gustavo              | Gurupi                |
| 1    | Richard              | Gurupi                |
| 1    | Denílson             | Tocantins de Miracema |
| 1    | Laerth               | Tocantins de Miracema |
| 1    | Marcus Vinícius      | Tocantins de Miracema |
| 1    | Talisson             | Tocantins de Miracema |
| 1    | Eduardinho           | Tocantinópolis        |
| 1    | Kamdem               | Tocantinópolis        |
| 1    | Marcos Vinícius      | Tocantinópolis        |
| 1    | Pedrão               | Tocantinópolis        |
| 1    | Pedrinho             | Tocantinópolis        |
| 1    | Bruno Morais         | União-TO              |
| 1    | Douglas Pantera      | União-TO              |
| 1    | Felipe Afonso        | União-TO              |
| 1    | Gabriel Vinícius     | União-TO              |
| 1    | Gustavo Gomes        | União-TO              |
| 1    | Jean Mineiro         | União-TO              |
| 1    | Tiago Alberione      | União-TO              |
| 1    | Wanderson Marcedo    | União-TO              |

| Gols Contra | Jogador    | Equipe     |
| ----------- | ---------- | ---------- |
| 1           | João Paulo | Bela Vista |
| 1           | Rivaldo    | Araguaína  |

## Técnicos
| Equipe                | Técnico                                                              |
| --------------------- | -------------------------------------------------------------------- |
| Araguaína             | Fabiano Borba (1ª—)                                                  |
| Batalhão              | Gabriel Magalhães (1ª—3ª) Paulo Caroço (4ª—)                         |
| Bela Vista            | Flávio Azevedo (1ª) Maelson Neves (Interino) (2ª—5ª) José Reis (6ª—) |
| Capital-TO            | Bruno Monteiro (1ª—)                                                 |
| Gurupi                | João Carlos Cavalo (1ª—)                                             |
| Tocantins de Miracema | Célio Ivan (1ª—)                                                     |
| Tocantinópolis        | Reginaldo França (1ª—)                                               |
| União-TO              | Luiz Carlos Prima (1ª—)                                              |